# Dali (prefektura autonomiczna)
Dali (chiń. 大理白族自治州; pinyin: Dàlǐ Báizú Zìzhìzhōu; bai: Darl•lit Baif•cuf zirl•zirl•zox) – prefektura autonomiczna mniejszości etnicznej Bai w Chinach, w prowincji Junnan. Siedzibą prefektury jest miasto Dali. W 1999 roku liczyła 3 263 067 mieszkańców.